# Liste der Biografien/Mace
Liste der Biografien |
Portal Biografien |
Personensuche
# |
A |
B |
C |
D |
E |
F |
G |
H |
I |
J |
K |
L |
M |
N |
O |
P |
Q |
R |
S |
T |
U |
V |
W |
X |
Y |
Z |
?
 
Ma |
Mb |
Mc |
Md |
Me |
Mf |
Mg |
Mh |
Mi |
Mj |
Mk |
Ml |
Mm |
Mn |
Mo |
Mp |
Mq |
Mr |
Ms |
Mt |
Mu |
Mv |
Mw |
Mx |
My |
Mz
 
Maa |
Mab |
Mac |
Mad |
Mae |
Maf |
Mag |
Mah |
Mai |
Maj |
Mak |
Mal |
Mam |
Man |
Mao |
Map |
Maq |
Mar |
Mas |
Mat |
Mau |
Mav |
Maw |
Max |
May |
Maz
 
Maca |
Macb |
Macc |
Macd |
Mace |
Macf |
Macg |
Mach |
Maci |
Mack |
Macl |
Macm |
Macn |
Maco |
Macp |
Macq |
Macr |
Macs |
Mact |
Macu |
Macv |
Macw |
Macy |
Macz
Die Liste der Biografien führt alle Personen auf, die in der deutschsprachigen Wikipedia einen Artikel haben. Dieses ist eine Teilliste mit 93 Einträgen von Personen, deren Namen mit den Buchstaben „Mace“ beginnt.

## Mace
- Mace (* 1982), italienischer Musikproduzent und DJ
- Mace (* 1991), amerikanischer Wrestler
- Macé de La Charité, französischer Dichter und Bibelübersetzer
- Macé, Alain (* 1946), französischer Schauspieler
- Mace, Amanda, US-amerikanische Opernsängerin (Sopran)
- Mace, Arthur C. (1874–1928), britischer Ägyptologe
- Macé, Benjamin (* 1989), französischer Shorttracker und Eisschnellläufer
- Mace, Daniel (1811–1867), US-amerikanischer Jurist und Politiker
- Mace, Georgina (1953–2020), britische Naturschutzbiologin
- Macé, Gérard (* 1946), französischer Dichter, Essayist und Fotograf
- Macé, Gustave (1835–1904), französischer Polizeichef
- Mace, Jem (1831–1910), englischer Boxer
- Mace, Nancy (* 1977), US-amerikanische Politikerin der Republikanischen ParteiNancy Mace (* 1977)

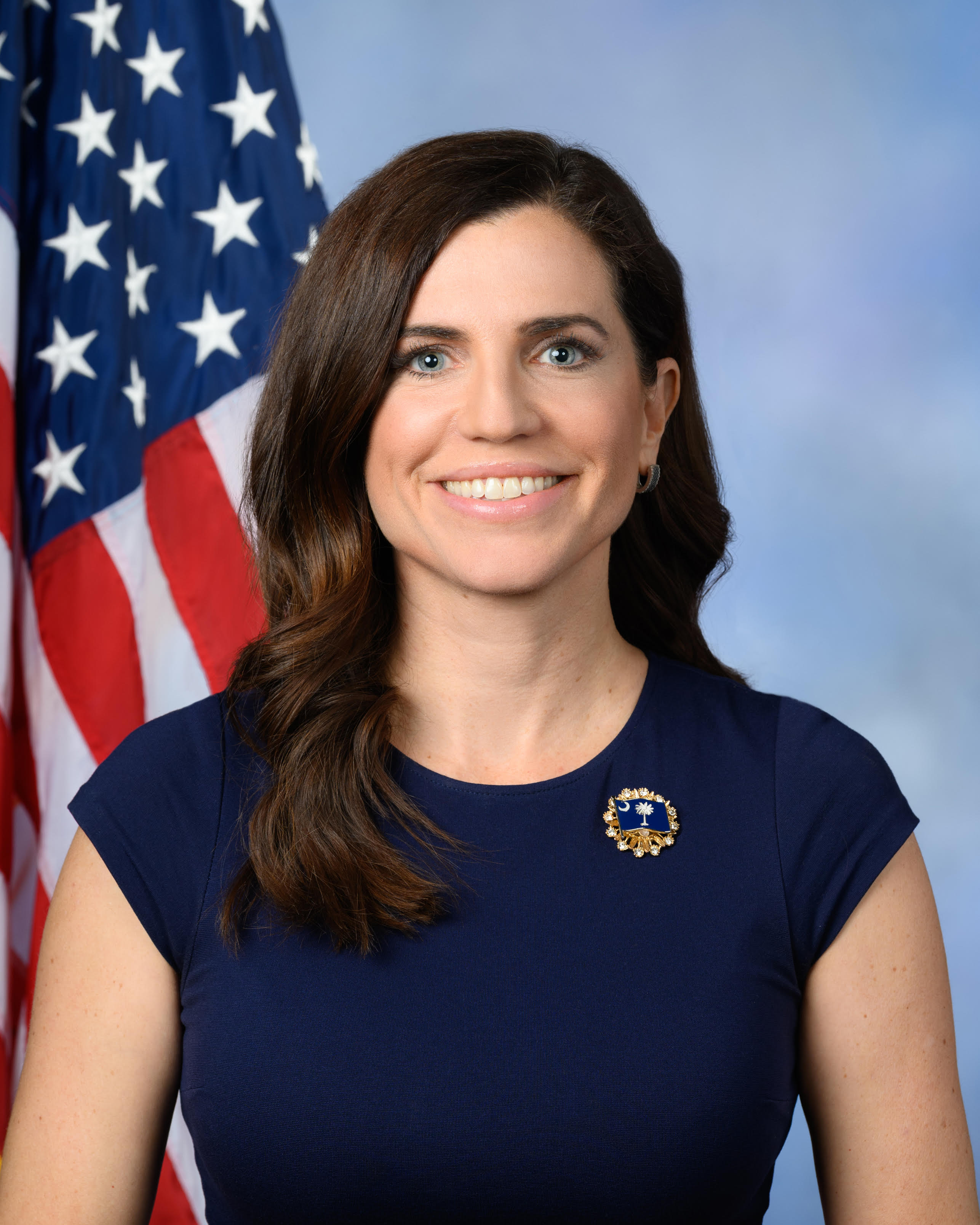
Nancy Mace (* 1977)

- Mace, Olivia (* 1984), britische Schauspielerin und Synchronsprecherin
- Mace, Thomas († 1709), englischer Musiker und Musikschriftsteller

### Macea
- MacEachen, Allan (1921–2017), kanadischer Ökonom, Hochschullehrer und Politiker
- MacEachen, Emilio (* 1992), uruguayischer Fußballspieler
- MacEachern, David (* 1967), kanadischer Bobfahrer
- MacEachern, Jared (* 1980), US-amerikanischer MusikerJared MacEachern (* 1980)

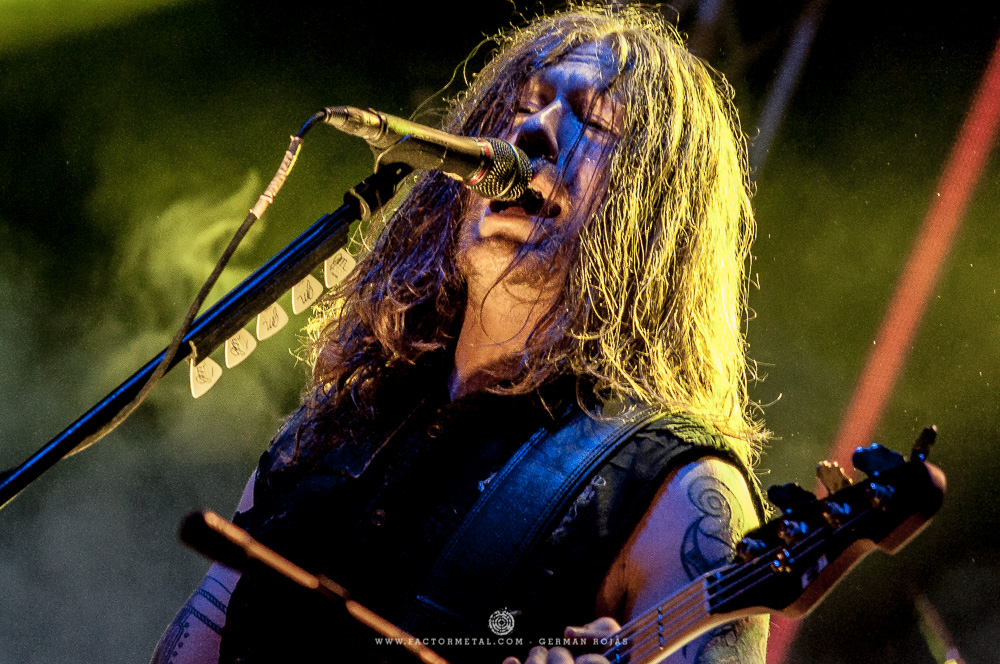
Jared MacEachern (* 1980)

- MacEachern, Mackenzie (* 1994), US-amerikanischer Eishockeyspieler
- MacEachern, Patrick J., kanadischer Schauspieler

### Maced
- Maceda, Antonio (* 1957), spanischer Fußballspieler
- Maceda, Ernesto (1935–2016), philippinischer Politiker und Rechtsanwalt
- Maceda, Marvyn (* 1969), philippinischer Geistlicher, römisch-katholischer Bischof von San Jose de Antique
- Macedo da Macena, Gilberto (* 1984), brasilianischer Fußballspieler
- Macedo da Silva, Fernando (* 1982), spanischer Fußballspieler
- Macedo de Aguiar, Joaquim (1854–1882), portugiesischer Botaniker
- Macedo, António de (1931–2017), portugiesischer Regisseur, Hochschullehrer und Autor
- Macedo, Antônio Ferreira de (1902–1989), brasilianischer Ordensgeistlicher, römisch-katholischer Koadjutorerzbischof von Aparecida
- Macedo, António Moniz de, portugiesischer Kolonialverwalter
- Macedo, Augusto (1902–1997), portugiesischer Taxifahrer
- Macedo, Edir (* 1945), brasilianischer GeistlicherEdir Macedo (* 1945)

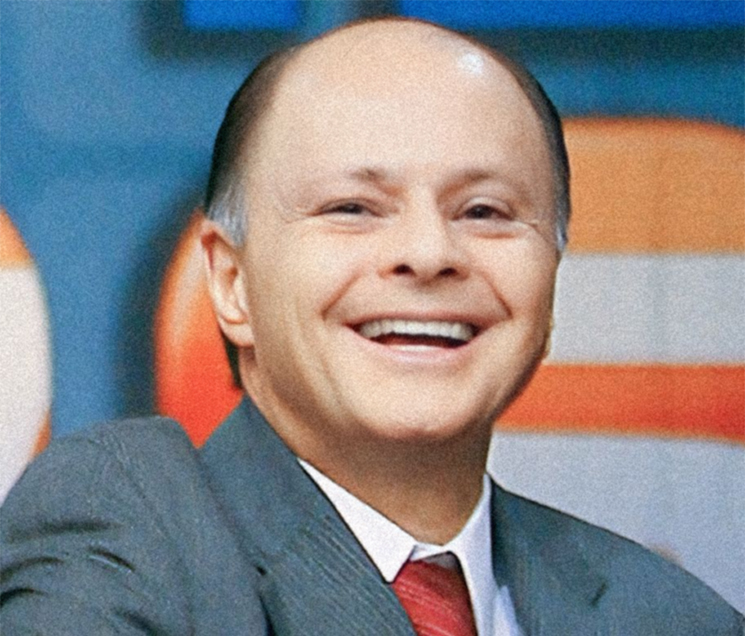
Edir Macedo (* 1945)

- Macedo, Evaristo de (* 1933), brasilianischer Fußballspieler und -trainer
- Macedo, Francisco, mexikanischer Fußballspieler
- Macedo, Gabriel (* 1989), Schweizer Politiker (FDP.Die Liberalen)
- Macedo, Ignacio José de (1774–1834), portugiesischer katholischer Geistlicher
- Macedo, Joaquim Manuel de (1820–1882), brasilianischer Schriftsteller, Arzt, Lehrer, Dichter, Dramatiker und Journalist
- Macedo, Joílson Rodrigues (* 1979), brasilianischer Fußballspieler
- Macedo, José Agostinho de (1761–1831), portugiesischer Schriftsteller, Dichter, Historiker und Theologe
- Macedo, Larcius, römischer Senator
- Macedo, Luís Augusto de Almeida, portugiesischer Gouverneur von Portugiesisch-Timor
- Macedo, Manuel Eugénio Machado (1922–2000), portugiesischer Chirurg und Präsident des Weltärztebundes
- Macêdo, Matias Patrício de (* 1936), brasilianischer Geistlicher und emeritierter römisch-katholischer Erzbischof von Natal
- Macedo, Michel (* 1998), brasilianischer Skirennläuferin
- Macedo, Miguel (1959–2025), portugiesischer Jurist und Politiker
- Macedo, Paulo (* 1963), portugiesischer Manager und Politiker
- Macedo, Rafael (* 1994), brasilianischer Judoka
- Macedo, Sergio (* 1951), brasilianischer Comiczeichner
- Macedo, Valdomiro Duarte de (* 1979), brasilianischer Fußballspieler
- Macedonia, Manuela (* 1963), italienische NeurowissenschaftlerinManuela Macedonia (* 1963)

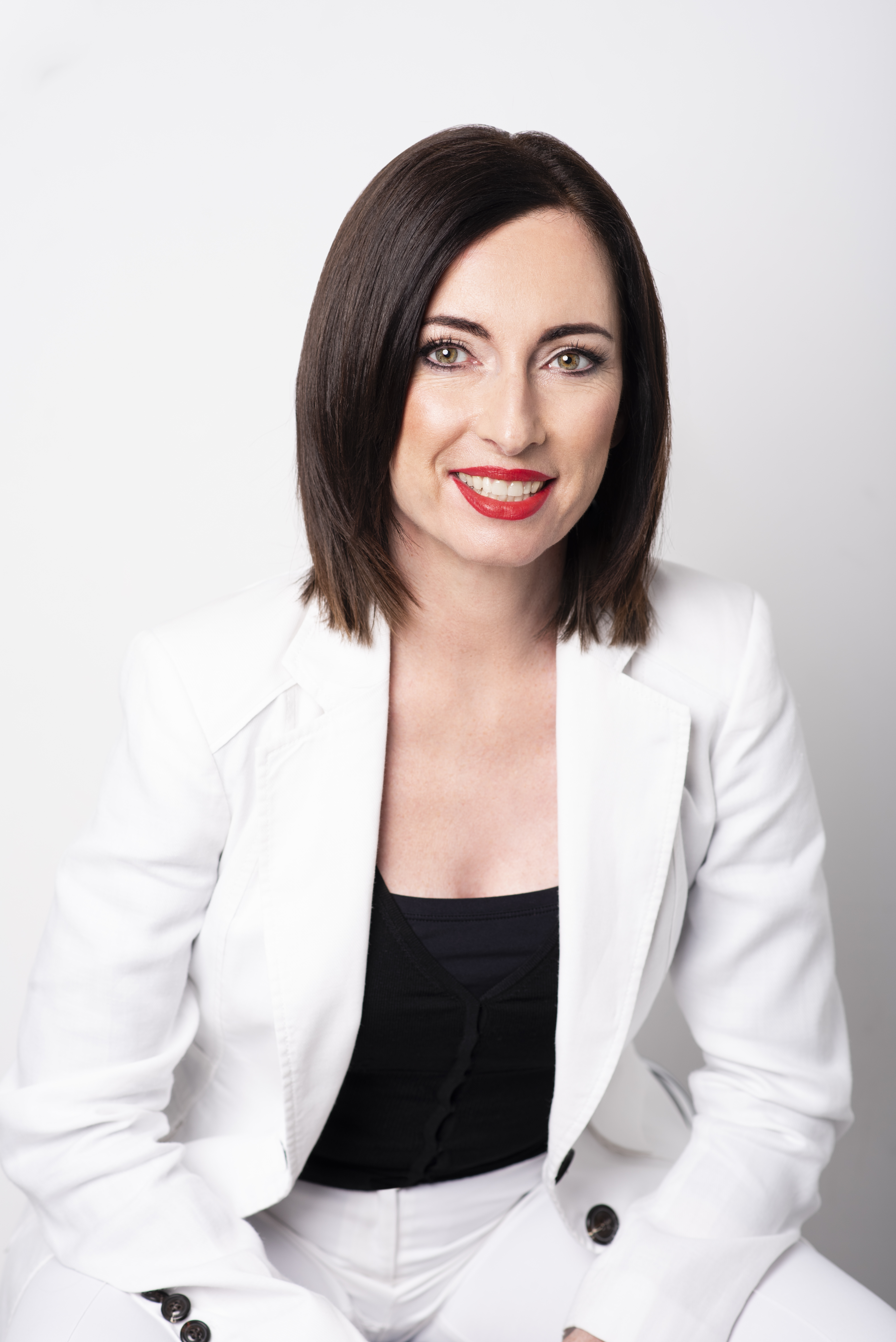
Manuela Macedonia (* 1963)

- Macedonius, oströmischer Heermeister
- Macedonius von Aquileia, Erzbischof und von Aquileia
- Macedonski, Alexandru (1854–1920), rumänischer Schriftsteller
- Macédot, Marc (* 1988), französischer Sprinter
- Macedulskas, Valdas, litauischer Politiker, Bürgermeister von Alytus

### Macei
- Maceina, Antanas (1908–1987), litauischer Philosoph, Pädagoge und Dichter
- Maceiras, Julio († 2011), uruguayischer Fußballspieler und Trainer
- Maceiras, Quentin (* 1995), Schweizer Fussballspieler

### Macek
- Macek, Adi (1939–1993), österreichischer Fußballspieler
- Maček, Amalija (* 1971), slowenische Literaturübersetzerin, Konferenzdolmetscherin und Translatologin
- Macek, Bernhard A. (* 1975), österreichischer Historiker und Autor
- Macek, Brooks (* 1992), deutsch-kanadischer Eishockeyspieler
- Macek, Carl (1951–2010), US-amerikanischer Drehbuchautor und Filmproduzent
- Macek, Michal (* 1981), tschechischer Fußballspieler
- Macek, Rudolf (1931–2003), tschechisch-australischer bildender Künstler
- Maček, Vladko (1879–1964), kroatischer PolitikerVladko Maček (1879–1964)

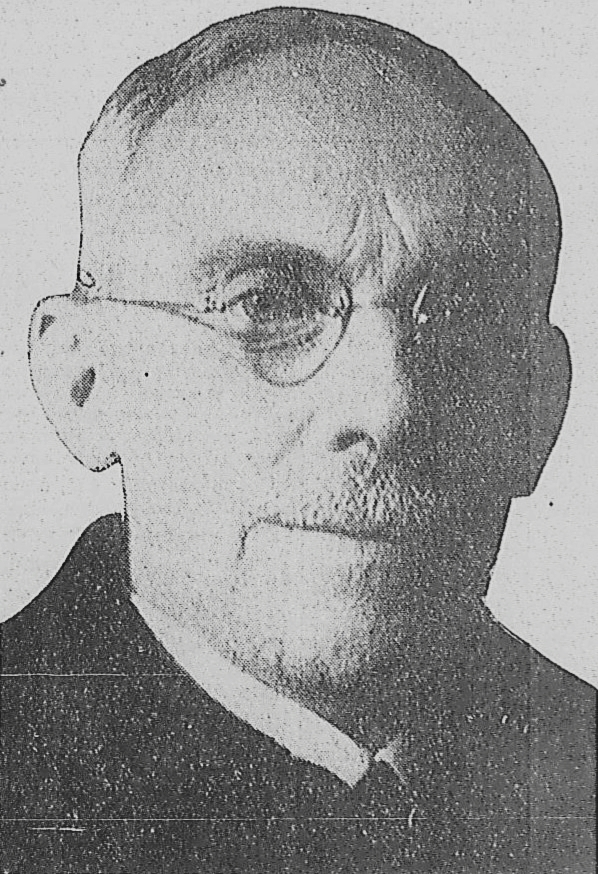
Vladko Maček (1879–1964)

### Macel
- Macel, Christine (* 1969), französische Kunsthistorikerin und Kuratorin
- Macel, Tereza (* 1974), tschechische Triathletin und vierfache Ironman-Siegerin
- Macela, Luděk (1950–2016), tschechoslowakischer Fußballspieler und tschechischer Fußballfunktionär
- Măcelaru, Cristian (* 1980), rumänischer Dirigent
- MacElree, Wilmer Worthington (1859–1960), US-amerikanischer Jurist, Historiker sowie Schriftsteller
- Macelwane, James B. (1883–1956), US-amerikanischer Seismologe

### Macen
- Macenauer, Maxime (* 1989), kanadischer Eishockeyspieler
- MacEntee, Seán (1889–1984), irischer Politiker

### Maceo
- Maceo Plex (* 1978), US-amerikanischer Techno/House-Produzent und DJ
- Maceo, Antonio (1845–1896), kubanischer General

### Macer
- Macer, Aemilius, Jurist
- Macer, Gaius Licinius († 66 v. Chr.), römischer Politiker und Historiker
- Macerata, José Maria (1779–1845), italienischer Ordensgeistlicher, Prälat von Cuiabá
- Maceri, Valentina (* 1993), deutsch-italienische Fußballspielerin, Sportjournalistin und SportmoderatorinValentina Maceri (* 1993)

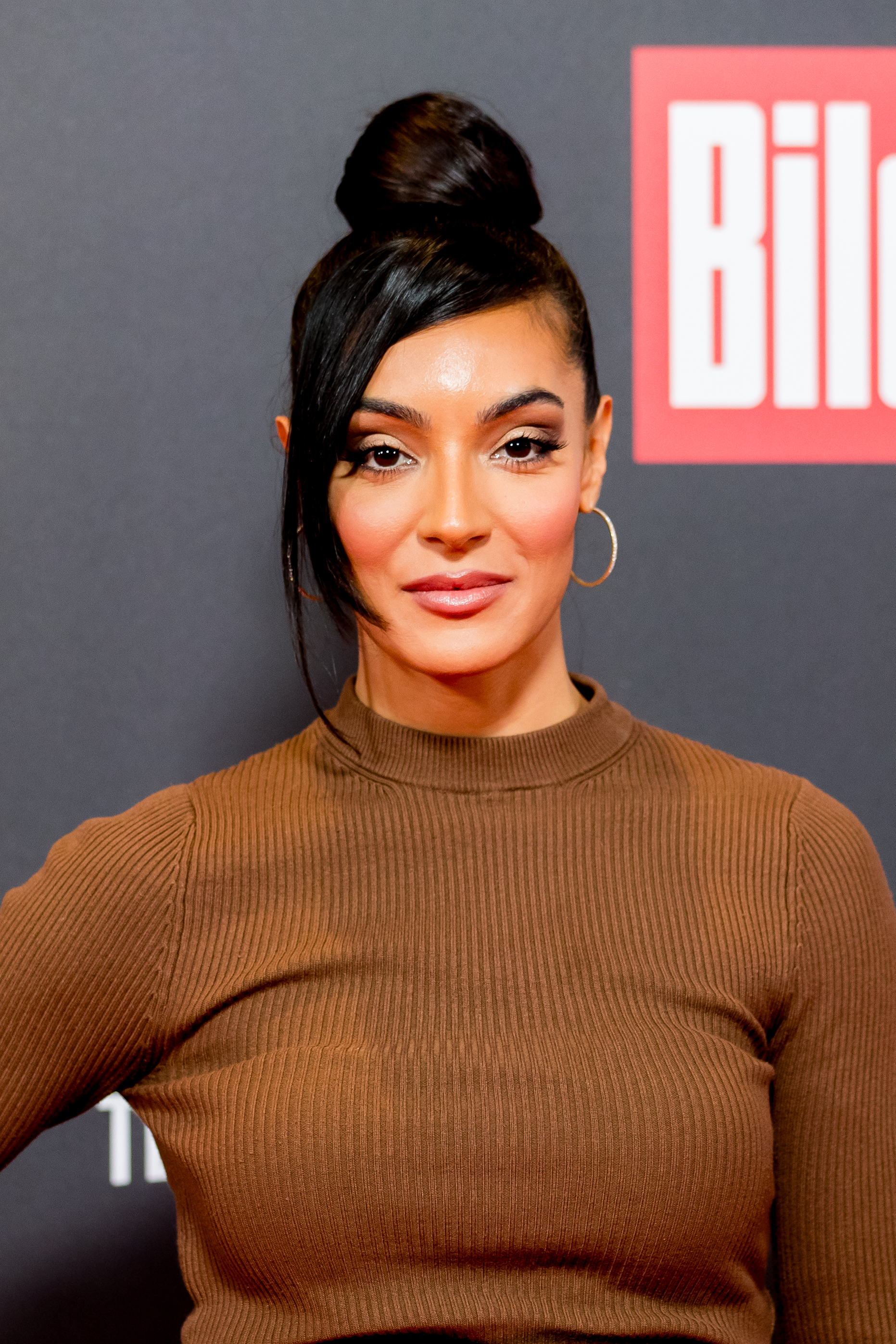
Valentina Maceri (* 1993)

- Macerl, Uroš (* 1968), Biobauer und Umweltaktivist
- Mačernius, Zenonas (* 1947), litauischer Politiker
- Mačernytė-Panomariovienė, Ingrida (* 1971), litauische Arbeitsrechtlerin und Hochschullehrerin
- Macero, Teo (1925–2008), US-amerikanischer Komponist, Arrangeur, Produzent und Saxophonist

### Macev
- Macevičius, Vidmantas (* 1956), litauischer Politiker
- MacEvoy, Arthur (1868–1904), britischer Cricketspieler

### Macew
- MacEwan, Grant (1902–2000), kanadischer Politiker und Agrarwissenschaftler, Autor
- MacEwan, John (1878–1964), US-amerikanischer Fußballspieler und -funktionär
- MacEwen, Walter (1906–1986), schottischer Filmproduzent und Filmschaffender
- Macewen, William (1848–1924), schottischer Chirurg

### Macey
- Macey, Charles († 2008), US-amerikanischer Jazzmusiker
- Macey, Dean (* 1977), britischer Zehnkämpfer
- Macey, Matt (* 1994), englischer Fußballspieler